# لینبورگ (آرکانزاس)
لینبورگ (به انگلیسی: Laneburg) یک منطقهٔ مسکونی در ایالات متحده آمریکا است که در شهرستان نوادا، آرکانزاس واقع شده‌است. لینبورگ ۹۱٫۱۴ متر بالاتر از سطح دریا واقع شده‌است.